# آب‌انبار دودهنه
آب‌انبار دو دهنه مربوط به اواخر دوره صفوی است و در یزد، خیابان قیام، ضلع جنوبی خیابان بازار مسگری واقع شده و این اثر در تاریخ ۱۴ فروردین ۱۳۵۷ با شمارهٔ ثبت ۱۶۰۹ به‌عنوان یکی از آثار ملی ایران به ثبت رسیده است.